# Delia Corleto
Delia Corleto (Torino, 1944 – Bologna, 2011) è stata una cantante italiana.

## Biografia
Inizia la carriera di cantante partecipando a vari concorsi musicali; ottiene poi un contratto discografico con la Kansas, l'etichetta di Domenico Seren Gay, per cui debutta con il nome d'arte Delia incidendo nel 1967 il suo primo singolo, Io protesto (canzone scritta da Luigi Menegazzi e Domenico Serengay per il testo e da Mario Piovano per la musica), con sul retro Anche se tu tornerai (scritta da Luigi Menegazzi, Miki Del Prete e Domenico Serengay per il testo e da Mario Piovano ed Alfonso Corsini per la musica).
La copertina del disco raffigura la cantante appoggiata sul bordo della Fontana del melograno, all'interno del borgo medievale del Parco del Valentino.
In seguito partecipa al Cantagiro, ed ha varie apparizioni in televisione per la Rai, tra cui nella trasmissione Settevoci, condotta da Pippo Baudo.
Partecipò alla Crociera Beat, organizzata da Ivano Davoli nell'ambito del Torneo EuroDavoli e dalla rivista Giovani, insieme a vari cantanti come Patty Pravo, Gigliola Cinquetti, Bruno Lauzi, Caterina Caselli, Lucio Dalla, Mal, i Roll's 33 e molti altri.
Partecipò inoltre al musicarello Playboy di Enzo Battaglia, che venne girato durante la Crociera.

## Discografia parziale

### Singoli
- 1967: Io protesto/Anche se tu tornerai (Kansas, dm 1022)